# CETME
CETME(스페인어: Centro de Estudios Técnicos de Materiales Especiales, 세트메)는 스페인의 돌격소총으로, 제2차 세계 대전 독일의 기술자였던 루드윅 보그리밀러가 시제품만이 존재하는 StG45를 기초로 설계하였다. 1958년 스페인군에 정식 채용되기 시작해서 1982년 G36로 대체될 때까지 쓰였다.
CETME A 모델이 헤클러&코흐에서 G3를 설계할 당시에 참고 모델이 되어, G3의 탄창은 CETME와도 호환된다.

## 대중문화
- PC Game 폴아웃 3에 24발 장전되는 CETME C 소총이 등장한다.

## 같이 보기
- 헤클러&코흐 G3
- SIG SG 550